# Список персонажів серіалу «Озарк»
«Озарк» (англ. Ozark) — американський кримінально-драматичний вебсеріал, який розповідає про подружню пару, яка змушена переселити свою сім’ю до Озарка після того, як план з відмивання грошей провалився.
Головні ролі виконали Джейсон Бейтман, Лора Лінні, Софія Г’юбліц, Скайлар Гертнер, Джулія Гарнер, Джордана Спіро, Джейсон Батлер Гарнер, Есай Моралес, Пітер Маллан, Ліза Емері і Чарлі Таген. Джанет Мактір, Том Пелфрі і Джессіка Френсіс Дюкс приєднались до основного акторського складу у третьому сезоні серіалу.
Цей перелік є неповним і не містить численних епізодичних персонажів, чия значимість для серіалу є невеликою.

## Огляд
= Основний склад 
     = Періодичний склад (3+)
     = Запрошений склад (1-2)
| Актор(ка)               | Персонаж                | Появи             | Появи             | Появи             | Кількість         |
| Актор(ка)               | Персонаж                | Перший сезон      | Другий сезон      | Третій сезон      | Кількість         |
| Основні персонажі       | Основні персонажі       | Основні персонажі | Основні персонажі | Основні персонажі | Основні персонажі |
| ----------------------- | ----------------------- | ----------------- | ----------------- | ----------------- | ----------------- |
| Джейсон Бейтман         | Мартін «Марті» Бьорд    | Основний          | Основний          | Основний          | 30                |
| Лора Лінні              | Венді Бьорд             | Основний          | Основний          | Основний          | 30                |
| Софія Г’юбліц           | Шарлотта Бьорд          | Основний          | Основний          | Основний          | 29                |
| Скайлар Гертнер         | Джона Бьорд             | Основний          | Основний          | Основний          | 29                |
| Джулія Гарнер           | Рут Ленгмор             | Основний          | Основний          | Основний          | 28                |
| Джордана Спіро          | Рейчел Гаррісон         | Основний          | Основний          | Не з'являється    | 14                |
| Джейсон Батлер Гарнер   | Рой Петті               | Основний          | Основний          | Не з'являється    | 18                |
| Есай Моралес            | Каміно «Дель» Дель Ріо  | Основний          | Не з'являється    | Не з'являється    | 4                 |
| Пітер Маллан            | Джейкоб Снелл           | Основний          | Основний          | Не з'являється    | 13                |
| Ліза Емері              | Дарлін Снелл            | Основний          | Основний          | Основний          | 23                |
| Чарлі Таген             | Ваятт Ленгмор           | Періодичний       | Основний          | Основний          | 24                |
| Джанет Мактір           | Гелен Пірс              | Не з'являється    | Періодичний       | Основний          | 17                |
| Том Пелфрі              | Бен Девіс               | Не з'являється    | Не з'являється    | Основний          | 8                 |
| Джессіка Френсіс Дюкс   | Мая Міллер              | Не з'являється    | Не з'являється    | Основний          | 9                 |
| Періодичні персонажі    |                         |                   |                   |                   |                   |
| Маккінлі Белчер III     | Тревор Еванс            | Періодичний       | Запрошена зірка   | Періодичний       | 15                |
| Майкл Мослі             | Мейсон Янг              | Періодичний       | Періодичний       | Не з'являється    | 9                 |
| Гарріс Юлін             | Бадді Дікер             | Періодичний       | Періодичний       | Не з'являється    | 12                |
| Марк Менчака            | Расс Ленгмор            | Періодичний       | Запрошена зірка   | Не з'являється    | 9                 |
| Тревор Лонг             | Кейд Ленгмор            | Періодичний       | Періодичний       | Не з'являється    | 13                |
| Кевін Л. Джонсон        | Сем Дермоді             | Періодичний       | Періодичний       | Періодичний       | 15                |
| Карсон Голмс            | Трійка Ленгмор          | Періодичний       | Періодичний       | Періодичний       | 18                |
| Крістофер Джеймс Бейкер | Бойд Ленгмор            | Періодичний       | Не з'являється    | Не з'являється    | 7                 |
| Еван Джордж Вуразеріс   | Так                     | Періодичний       | Періодичний       | Не з'являється    | 9                 |
| Роберт Тревейлер        | Джон Нікс               | Періодичний       | Періодичний       | Періодичний       | 13                |
| Майкл Турек             | Еш                      | Періодичний       | Запрошена зірка   | Не з'являється    | 6                 |
| Бетані Енн Лінд         | Грейс Янг               | Періодичний       | Не з'являється    | Не з'являється    | 5                 |
| Джозеф Мелендез         | Гарсія                  | Періодичний       | Не з'являється    | Не з'являється    | 4                 |
| Ліндсей Ейліфф          | Гаррі                   | Запрошена зірка   | Періодичний       | Не з'являється    | 4                 |
| Даррен Голдштейн        | Чарлз Вілкс             | Не з'являється    | Періодичний       | Запрошена зірка   | 9                 |
| Нельсон Бонілла         | Нельсон                 | Не з'являється    | Періодичний       | Періодичний       | 13                |
| Мелісса Сент-Аманд      | Джейд                   | Не з'являється    | Періодичний       | Періодичний       | 7                 |
| Джон Бедфорд Ллойд      | Френк Косгроув          | Не з'являється    | Періодичний       | Періодичний       | 6                 |
| Даміан Янг              | Джим Раттельсдорф       | Не з'являється    | Періодичний       | Періодичний       | 6                 |
| Тесс Маліс Кінкейд      | Агент Клей              | Не з'являється    | Періодичний       | Запрошена зірка   | 5                 |
| Педро Лопес             | Хорхе Мендоса           | Не з'являється    | Запрошена зірка   | Періодичний       | 5                 |
| Джозеф Сікора           | Френк Косгроув-молодший | Не з'являється    | Не з'являється    | Періодичний       | 9                 |
| Фелікс Соліс            | Омар Наварро            | Не з'являється    | Не з'являється    | Періодичний       | 10                |
| Медісон Томпсон         | Ерин Пірс               | Не з'являється    | Не з'являється    | Періодичний       | 7                 |
| Мері-Луїз Берк          | Сью Шелбі               | Не з'являється    | Не з'являється    | Періодичний       | 5                 |
| Тайлер Чейз             | Томмі Волш              | Не з'являється    | Не з'являється    | Періодичний       | 5                 |

## Основні персонажі

### Мартін Бьорд

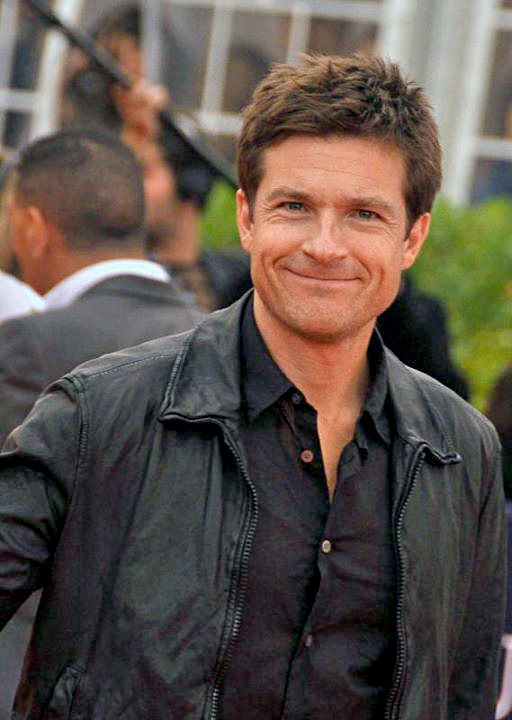
Джейсон Бейтман

Мартін «Марті» Бьорд (зіграв Джейсон Бейтман) — чоловік Венді, батько Шарлотти і Джони. Він був самозайнятим фінансовим консультатном в Чикаго в 2007 році, відколи разом зі своїм діловим партнером почав відмивати гроші для мексиканського наркокартелю. Після того, як його партнер обманув картель і був вбитим, Марті, щоб врятувати себе і свою сім’ю, запропонував організувати нову операцію з відмивання грошей на озері Озарк, штаті Міссурі. У перших двох сезонах він відмиває гроші через бар і готель «Блю Кет», стриптиз-клуб, будівництво церкви і похоронне бюро, а починаючи з третього сезону — ще й через казино.

### Венді Бьорд

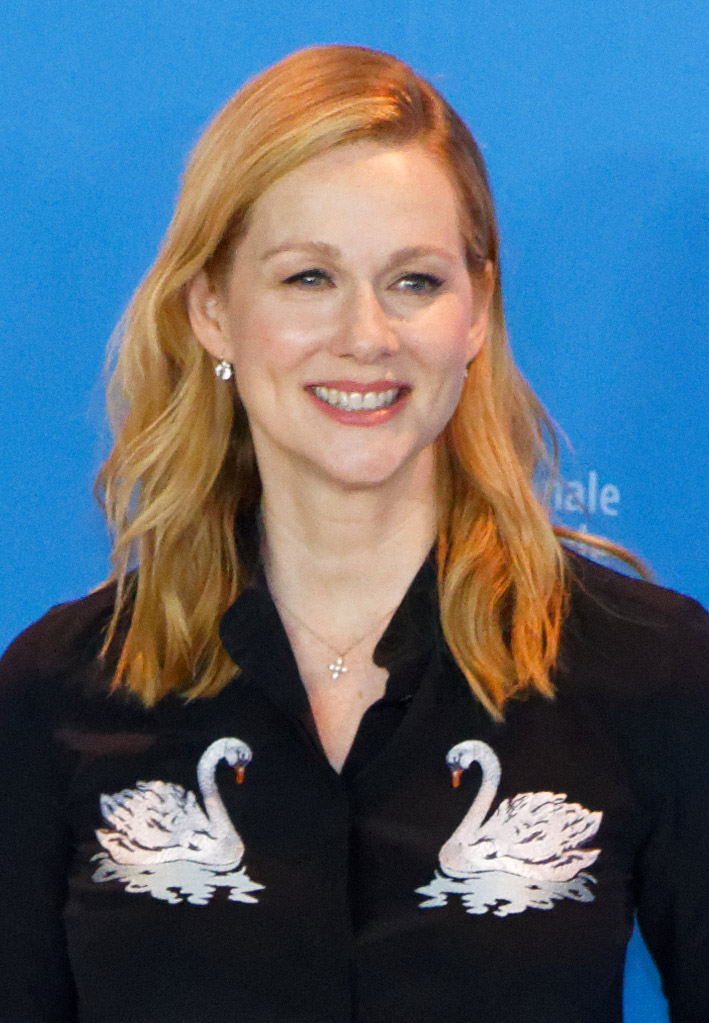
Лора Лінні

Венді Бьорд (уроджена Девіс) (зіграла Лора Лінні) — дружина Марті, мати Шарлотти і Джони. У 2007 році вона перенесла викидень через автомобільну аварію, що призвело до тривалого періоду депресії. В Чикаго Венді зраджувала своєму чоловіку з чиказьким бізнесменом. До переїзду в Озарк вона працювала агентом зі зв’язків із громадськістю для політичних кампаній; в Озарку вона стала стейджером для місцевого рієлтора, а потім лобістом пропозиції Марті побудувати казино.

### Шарлотта Бьорд
Шарлотта Бьорд (зіграла Софія Г’юбліц) — дочка-підліток Марті і Венді, сестра Джони. Вона була спустошена через те, що їй довелось переїхати з безпечного Чикаго в небезпечний Озарк. У другому сезоні Шарлотта спробувала емансипуватися, але надалі почала допомагати сім’ї вирішувати проблеми.

### Джона Бьорд
Джона Бьорд (зіграв Скайлар Гертнер) — син-підліток Марті і Венді, брат Шарлотти. Одинак, дуже чутливий, розумний і прагне заробляти гроші. Дружить із невиліковно хворим жильцем Бьордів Бадді, через якого зацікавився полюванням, а через вмовляння Джейкоба Снелла, він стріляє і вбиває оленя.

### Рут Ленгмор

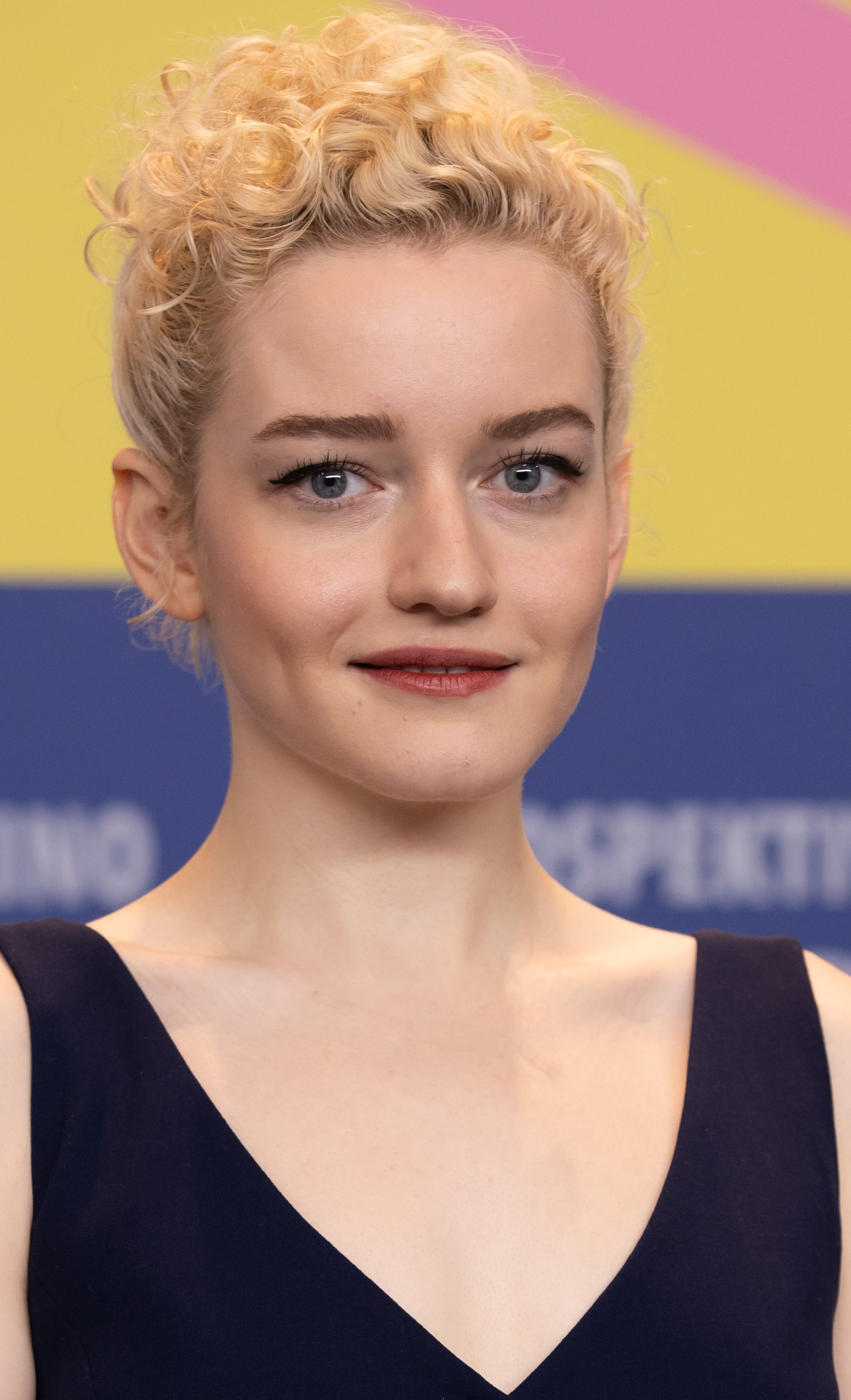
Джулія Гарнер

Рут Ленгмор (зіграла Джулія Гарнер) — дочка Кейда, двоюрідна сестра Ваятта і Трійки. Молода жінка, яка є частиною місцевої кримінальної сім’ї. Спочатку планувала використати і зрадити Марті, але згодом вона стає його діловим партнером і зрештою формує з ним справжню дружбу. У неї складні стосунки з її батьком Кейдом, який, як з’ясувалося, є злочинцем і часто жорстоко і погано поводиться з нею. У третьому сезоні Рут заводить роман із Беном — братом Венді.

### Рейчел Гаррісон

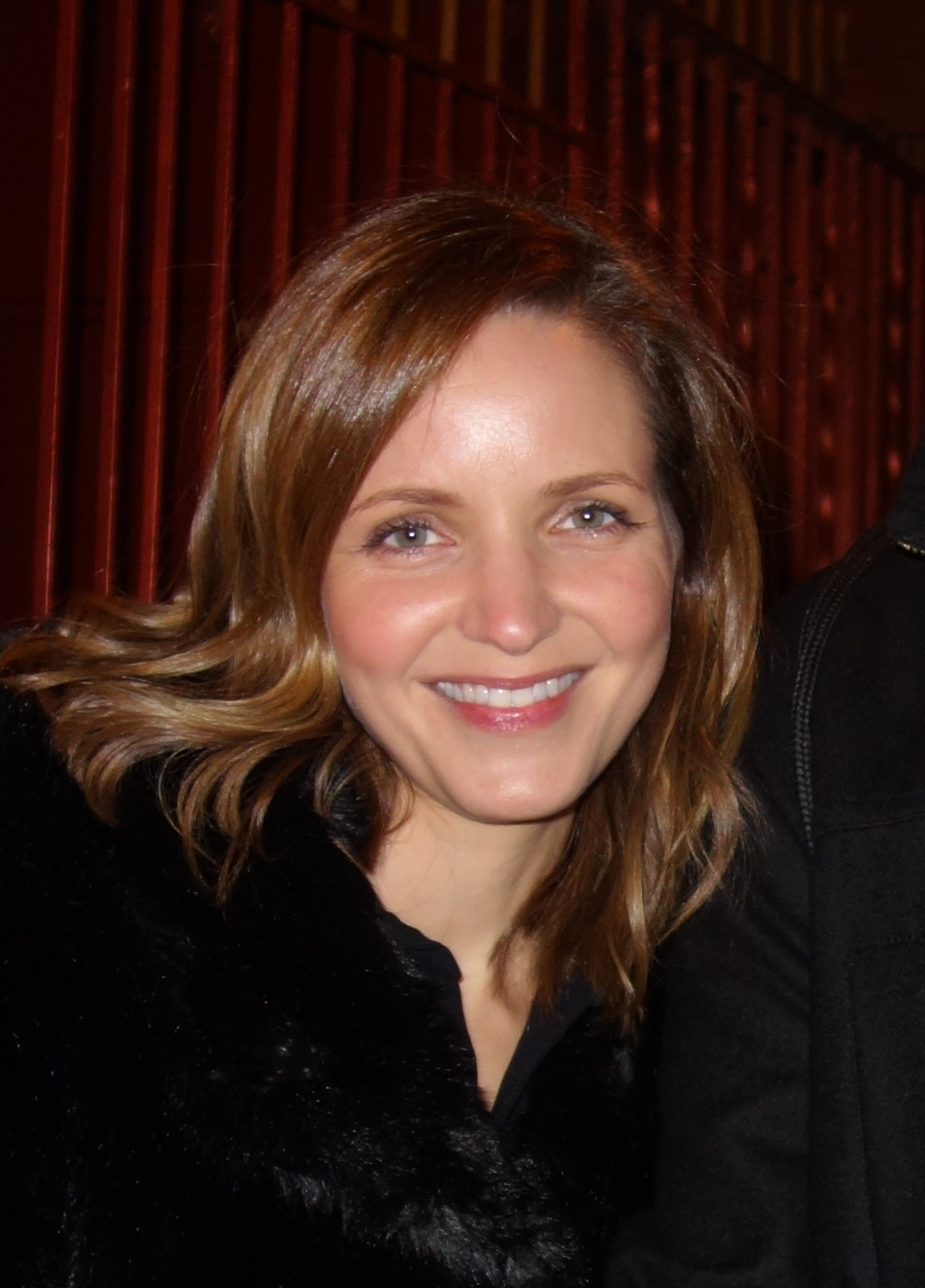
Джордана Спіро

Рейчел Гаррісон (зіграла Джордана Спіро) — власниця бара і готелю «Блю Кет», а також вимушений діловий партнер Марті. Упродовж більшої частини першого сезону у Рейчел складаються здорові і дружні стосунки з Марті, допоки вона не виявляє його план з відмивання грошей і, незважаючи на згоду продовжувати працювати з ним, втрачає всю довіру до нього. Згодом Рейчел вкрала 300 тисяч доларів Марті з 50 мільйонів грошей картелю, які він ховав у стінах «Блю Кет». З цими грошима вона тікає з Озарка, але згодом страждає наркоманією, через яку розбиває свою машину об ліхтарний стовп. Агент Петті використовує ці проблеми із законом, щоб змусити Рейчел повернутися в Озарк і носити прослушку, щоб шпигувати за Марті.

### Рой Петті

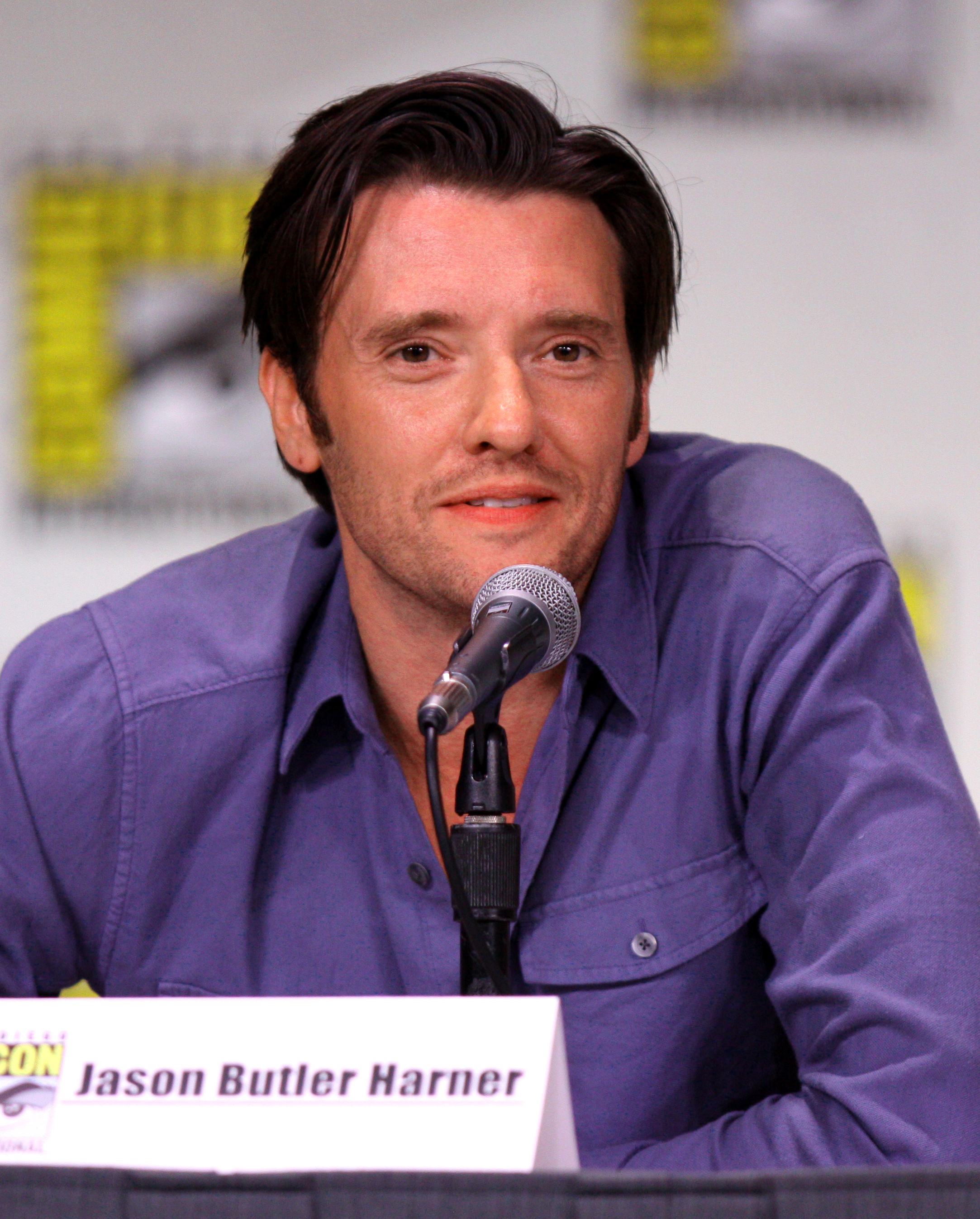
Джейсон Батлер Гарнер

Рой Петті (зіграв Джейсон Батлер Гарнер) — агент ФБР, який розслідує справу Марті. Має наркозалежну маму. Упродовж першого сезону Рой розвиває сексуальні стосунки з Рассом Ленгмором, якого він пізніше зраджує і шантажує, щоб той став інформатором. Але це, зрештою, призводить до негативних наслідків для Петті, оскільки Рут вбиває Расса. Після цього він звертає свою увагу на Рейчел, яку він змушує стати інформатором і шпигувати за Марті.

### Каміно Дель Ріо

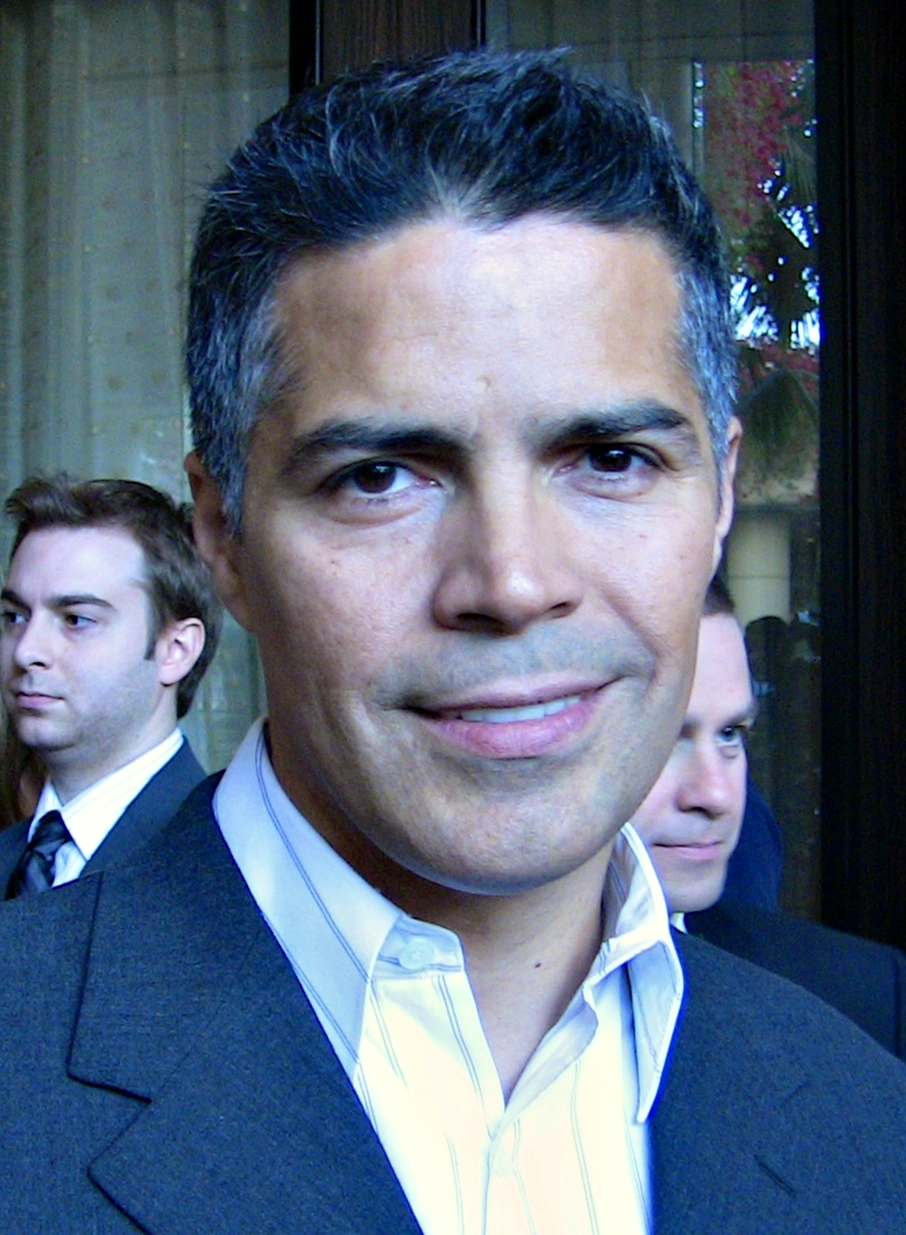
Есай Моралес

Каміно «Дель» Дель Ріо (зіграв Есай Моралес) — бос мексиканського наркокартелю Наварро. Вбив чотирьох партнерів Марті через те, що вони обманули картель. Також викинув коханця Венді з балкону його квартири для того, щоб вона з дітьми не кинула Марті. У фіналі першого сезону Деля застрелила Дарлін Снелл через те, що він обізвав її реднеком.

### Джейкоб Снелл

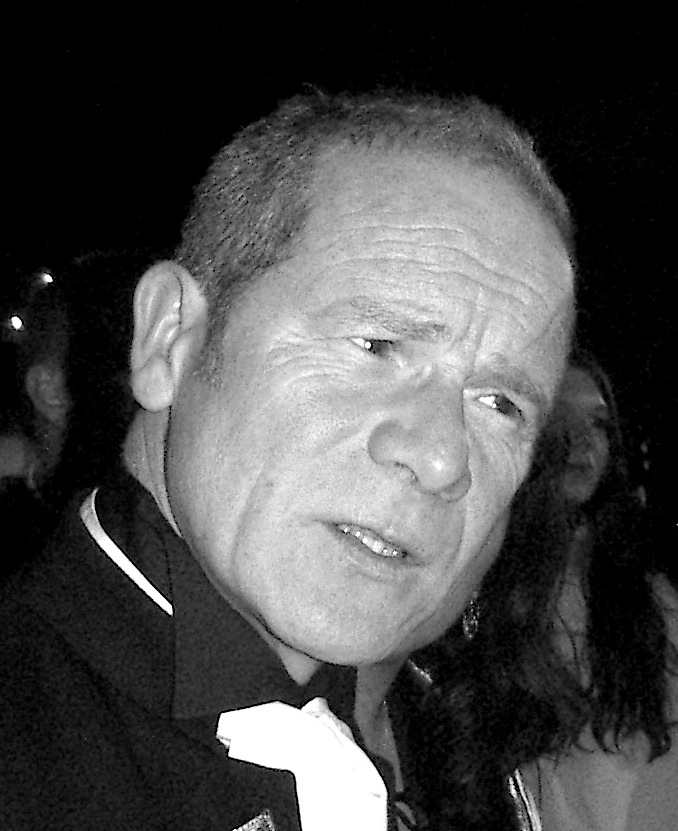
Пітер Маллан

Джейкоб Снелл (зіграв Пітер Маллан) — чоловік Дарлін, утверджений місцевий виробник героїну. Він з його дружиною домовився співпрацювати з наркокартелем, але справи пішли не так після того, як Дарлін вбила Деля через те, що він обізвав її реднеком. Щоб заплатити картелю за втрату Деля і врятувати Дарлін, Джейкоб вбив їхнього сурогатного сина Еша. Коли картель знову запропонував співпрацювати, він погодився і вирішив вбити свою дружину, щоб припинити ворожнечу з мексиканцями.

### Дарлін Снелл
Дарлін Снелл (зіграла Ліза Емері) — дружина Джейкоба і його партнер в героїновому бізнесі. Небезпечна і несамовита жінка, яка спершу не хотіла укладати бізнес-угоду з картелем Наварро, але все-таки разом зі своїм чоловіком зробила це. Однак все змінилось, коли вона застрелила Деля, який обізвав її реднеком. Коли Дарлін здогадалась, що Джейкоб хоче вбити її, щоб помиритися з картелем, вона вбила його, отруївши його каву ціанідом. Після цього вона стала одержимою ідеєю всиновити маленького хлопчика, який би успадкував сімейну спадщину. У третьому сезоні Дарлін заводить роман із Ваяттом Ленгмором, відновлює героїновий бізнес і працює проти Бьордів.

### Ваятт Ленгмор

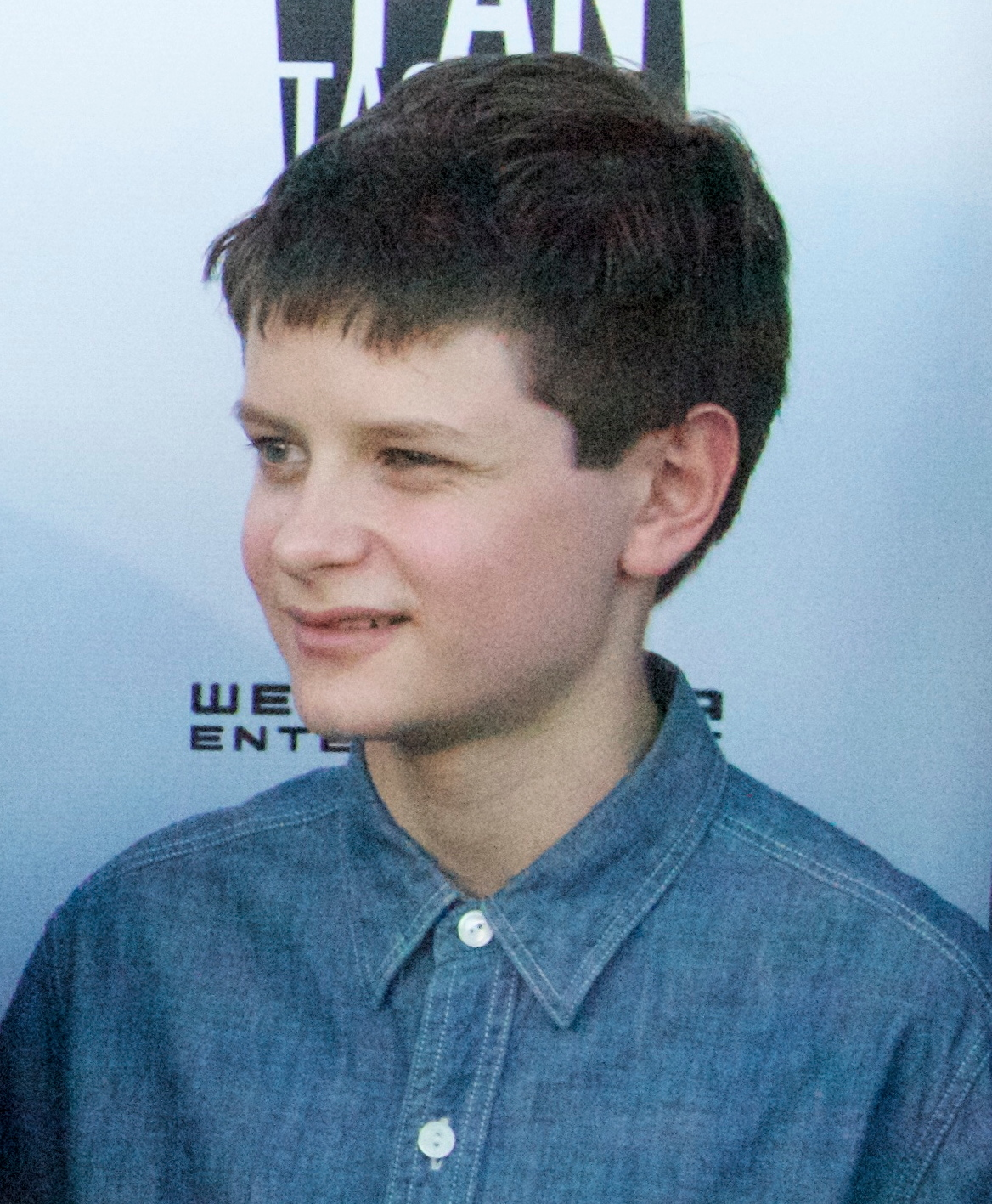
Чарлі Таген

Ваятт Ленгмор (зіграв Чарлі Таген) — старший син Расса, брат Трійки і кузен Рут. Академічно обдарований, міг вступити до коледжу, але передумав. Він покинув свій дім після того, як дізнався, що Рут вбила його батька. У третьому сезоні у нього склалися романтичні стосунки з Дарлін Снелл.

### Гелен Пірс

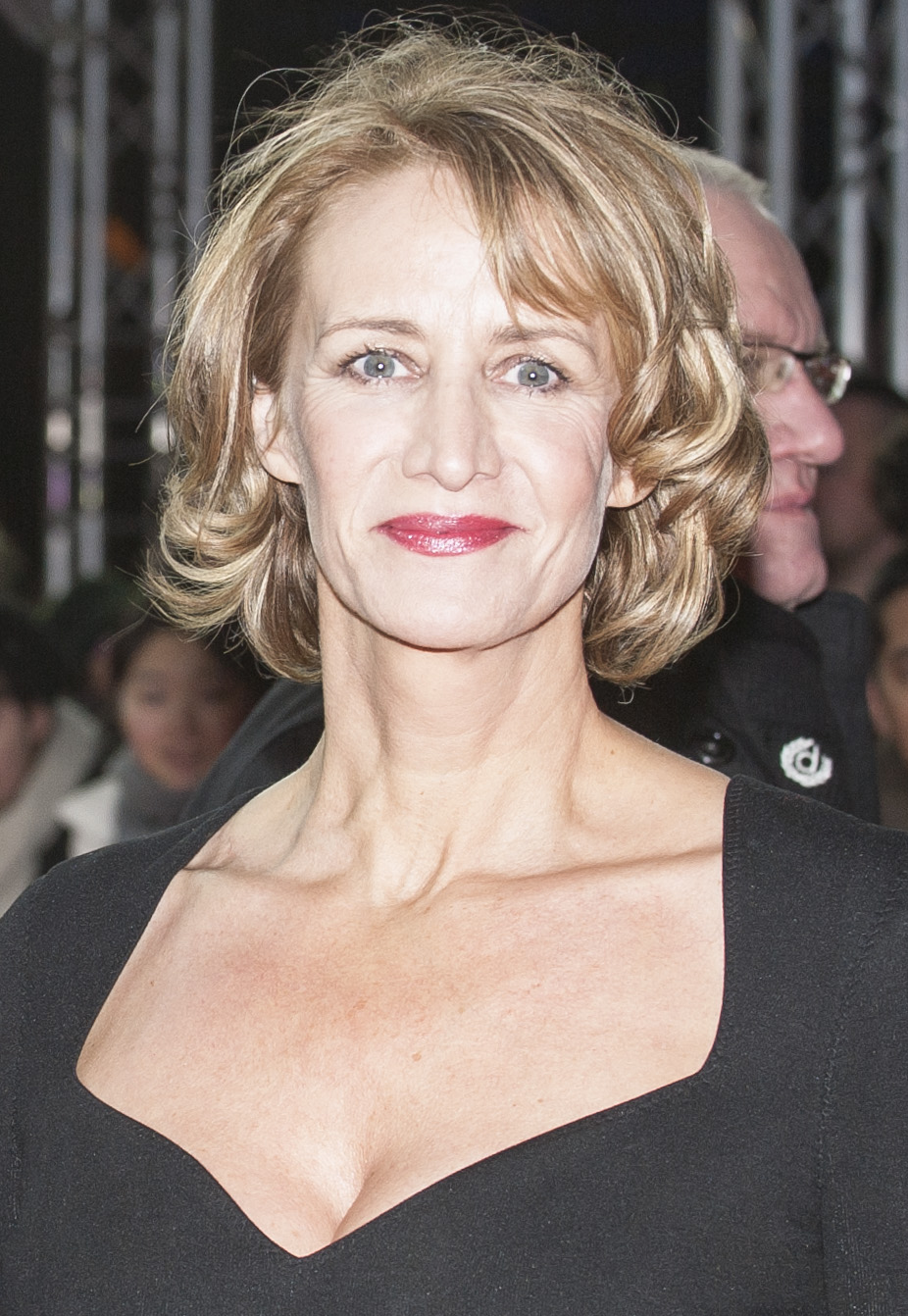
Джанет Мактір

Гелен Пірс (зіграла Джанет Мактір) — адвокат із Чикаго, яка представляє картель. Вона розлучена, має двох дітей. Гелен може бути вкрай жорстока при виконанні своєї роботи. У третьому сезоні вона бореться за бізнес Бьордів і намагається позбутися їх.

### Бен Девіс
Бен Девіс (зіграв Том Пелфрі) — брат Венді, дядько Шарлотти і Джони. Страждає біполярним розладом. Після приїзду в Озарк Бен дізнався, що його сестра разом із Марті відмиває гроші для наркокартелю і веде ділові справи з Пірс. Також він завів роман з Рут. Коли її побили, він зірвався і накричав на Гелен, а також розповів її дочці всю правду. Через це Гелен вирішила його вбити.

### Мая Міллер
Мая Міллер (зіграла Джессіка Френсіс Дюкс) — судовий бухгалтер ФБР, яка розслідує гральний бізнес Бьордів. Вона запропонувала Марті угоду, яка передбачає вісімнадцять місяців ув’язнення з його подальшою роботою на ФБР. Коли наркокартель викрав Марті, Мая заморозила один із рахунків картелю, що надалі допомогло Бьорду врятуватися.

## Періодичні персонажі

### Мейсон Янг

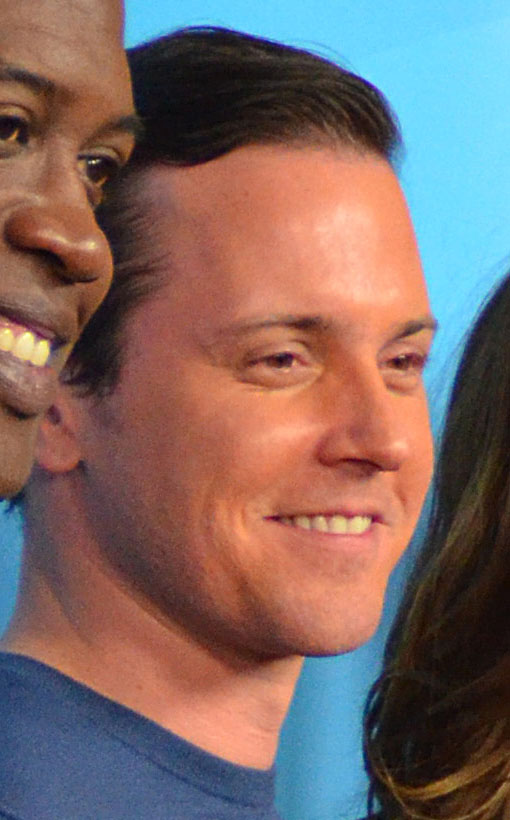
Майкл Мослі

Мейсон Янг (зіграв Майкл Мослі) — пастор конгрегації на човнах. Без відома Янга, Снелли продавали наркотики членам його конгрегації під час його проповідей. Дізнавшись про це, Мейсон відмовляється продовжувати проповідувати, тому що вважає, що це буде аморально. Через це Снелли йому мстять, вбиваючи його вагітну дружину Грейс. У другому сезоні Мейсон стає бездомним, а його сина Зіка забирають під державну опіку. Це змусило Мейсона викрасти Венді і тримати її у підвалі свого дому, як спробу повернути свого сина. Попри те, що Марті зміг повернути йому Зіка, Мейсон відмовляється дозволити Венді або Марті піти, і врешті-решт Марті його застрелює.

### Бадді Дікер
Бадді Дікер (зіграв Гарріс Юлін) — невиліковно хворий жилець Бьордів. На його похоронах Венді сказала: «Ми не були родичами, але він був членом сім’ї.»

### Расс Ленгмор
Расс Ленгмор (зіграв Марк Менчака) — батько Ваятта і Трійки, дядько Рут і брат Бойда і Кейда. Він формує сексуальні стосунки з агентом Петті, який пізніше його зраджує і шантажує, щоб той став інформатором. Після того, як Рассу не вдалося отримати зізнання від Рут, він разом із Бойдом вирішує пограбувати і вбити Бьорда, щоб профінансувати втечу. Рут підозрює, що Расс збирається вбити Марті. Коли вона зрозуміла, що її звинуватять, вона діє на випередження, вбиваючи Расса і Бойда електричним струмом.

### Кейд Ленгмор
Кейд Ленгмор (зіграв Тревор Лонг) — батько Рут і брат Расса і Бойда. Він дуже контролює свою дочку Рут, і часто жорстоко і погано поводиться з нею. Він проводить увесь перший сезон у в’язниці, де його регулярно відвідує Рут. На початку другого сезону Кейд звільнений з в’язниці, але продовжує порушувати закон.

### Тревор Еванс
Тревор Еванс (зіграв Маккінлі Белчер III) — агент ФБР і колишній коханець Петті.

### Чарлз Вілкс
Чарлз Вілкс (зіграв Даррен Голдштейн) — багатий бізнесмен і політичний донор.

### Інші періодичні персонажі

#### Представлені в першому сезоні
- Кевін Л. Джонсон як Сем Дермоді[19] — агент нерухомості в Озарку.
- Карсон Голмс як Трійка Ленгмор[4] — молодший син Расса, брат Ваятта і кузен Рут.
- Крістофер Джеймс Бейкер як Бойд Ленгмор[5] — дядько Рут, Ваятта і Трійки, а також брат Расса і Кейда.
- Еван Джордж Вуразеріс як Так[20] — молодий чоловік з вадами розвитку, який працює неповний робочий день у «Блю Кет» і стає першим другом Джони в Озарку.
- Роберт Тревейлер як Джон Нікс[4] — шериф, який в боргу перед Снеллами.
- Майкл Турек як Еш — сурогатний син і поплічник Снеллів.
- Бетані Енн Лінд як Грейс Янг[5] — вагітна дружина пастора Мейсона Янга.
- Джозеф Мелендез як Гарсія[5] — бандит Деля.
- Ліндсей Ейліфф як Гаррі — власник похоронного бюро.

#### Представлені в другому сезоні
- Нельсон Бонілла як Нельсон[21] — бандит Гелен Пірс.
- Мелісса Сент-Аманд як Джейд — стриптизерка, яка заводить стосунки зі Семом.
- Джон Бедфорд Ллойд як Френк Косгроув[22] — власник транспортної компанії і голова мафії Канзас-Сіті.
- Даміан Янг як Джим Раттельсдорф — права рука Вілкса.
- Педро Лопес як Хорхе Мендоса — член картелю Наварро.
- Тесс Маліс Кінкейд як відповідальний спеціальний агент Клей — начальник Петті і Міллер в ФБР.

#### Представлені в третьому сезоні
- Джозеф Сікора як Френк Косгроув-молодший[23] — син Френка Косгроува і член мафії Канзас-Сіті.
- Фелікс Соліс як Омар Наварро[4] — лідер другого за величиною мексиканського наркокартелю, який веде війну з картелем Лагунас. Імпульсивний, готовий вбити за найменшу образу і постійно очікує більшого від Бьордів.
- Медісон Томпсон як Ерин Пірс[24] — дочка Гелен.
- Мері-Луїз Берк як Сью Шелбі[4] — психотерапевт Бьордів.
- Тайлер Чейз як Томмі Волш[25] — член мафії Канзас-Сіті і донощик ФБР